# Rafael Nazarian
Rafael Nazarian (orm. Ռաֆայել Նազարյան; ur. 26 marca 1975 w Erywaniu) – ormiański piłkarz i trener piłkarski, w latach 1997–2007 reprezentant Armenii. Uczestniczył w eliminacjach do Mistrzostw Świata z lat 1998 i 2006, a także do Mistrzostw Europy z 2008 roku.